# Saint-Offenge-Dessous
Saint-Offenge-Dessous là một xã thuộc tỉnh Savoie trong vùng Auvergne-Rhône-Alpes ở đông nam nước Pháp.